# Dipartimento di Tandjilé Orientale
Il dipartimento di Tandjilé Orientale è un dipartimento del Ciad facente parte della provincia di Tandjilé. Il capoluogo è Laï.

## Comuni
Il dipartimento comprende i seguenti comuni:
- Derssia
- Laï